# Resta con me (serie televisiva)
Resta con me è una serie televisiva drammatica italiana trasmessa in prima serata su Rai 1 dal 19 febbraio 2023. È creata dallo scrittore Maurizio De Giovanni, diretta da Monica Vullo, scritta da Donatella Diamanti, Mario Cristiani, Giovanni Galassi, Fabrizia Midulla, Angelo Petrella e Tommaso Renzoni, prodotta da Rai Fiction in collaborazione con Palomar ed ha come protagonisti Francesco Arca e Laura Adriani.

## Trama
Il vicequestore aggiunto della squadra mobile di Napoli, Alessandro Scudieri, si ritrova coinvolto in una sparatoria insieme a sua moglie Paola Montella, che lavora come giudice presso il tribunale dei minori. In seguito, dopo quest'ultimo avvenimento il rapporto tra i due va in crisi, visto che lei ha perso il bambino che aspettavano.

## Episodi
| Stagione       | Episodi | Prima TV |
| -------------- | ------- | -------- |
| Prima stagione | 16      | 2023     |

## Personaggi e interpreti

### Personaggi principali
- Alessandro Scudieri, interpretato da Francesco Arca. È un brillante vicequestore aggiunto che non si arrende mai. È l'agente migliore della Squadra Mobile di Napoli, ma quando, per inseguire una pista, rimane coinvolto in una sparatoria insieme alla moglie Paola, incinta, chiede il trasferimento all'Unità di Intervento Notturna. Lavorare di notte, però, non gli impedirà di continuare a indagare sulla banda della lancia termica, responsabile di tutto quello che gli è successo.
- Paola Montella, interpretata da Laura Adriani. È la moglie di Alessandro ed è una giudice presso il Tribunale dei Minori. Quando perde il bambino che lei e Alessandro aspettavano non riesce a perdonarlo.
- Salvatore Ciullo, interpretato da Antonio Milo. È un poliziotto dell'Unità di Intervento Notturna, è un agente severo ma dietro questa apparenza si nasconde un uomo con un grande cuore. È molto innamorato della moglie, la quale essendo disabile, lo porta a essere protettivo con lei.
- Marco Palma, interpretato da Arturo Muselli. Vicequestore aggiunto nonché l'amico e collega di Alessandro alla Squadra Mobile di Napoli, i due si conoscono fin da quando erano piccoli. Si scoprirà essere lui la talpa in Questura.
- Linda Fiore, interpretata da Chiara Celotto. È un giovane agente dell'Unità Notturna che fa coppia con Salvatore e che ha un difficile passato di tossicodipendenza alle spalle del quale solo il collega è a conoscenza; Alessandro, di cui è innamorata, è stato insegnante al suo corso di addestramento
- Diego Russo, interpretato da Mario Di Leva. È un bambino vispo e intelligente di undici anni. Dopo la morte di suo padre Gennaro, si trasferisce a casa di Alessandro.
- Stefano D'Angelo, interpretato da Amedeo Gullà. È un agente della Mobile che ammira molto Alessandro. Ossessionato dall'approvazione dei colleghi e della famiglia, al punto che ha sempre tenuta nascosta la propria omosessualità. Verrà tradito da Palma ed ucciso dalla banda della lancia termica.
- Gemma Montella, interpretata da Raffaella Rea. È la sorella maggiore di Paola, sposata con due figli, Antonio e Eleonora, suo marito è un medico, il loro è un matrimonio infelice. È un po' snob, prevenuta e inopportuna tuttavia ha un buon cuore.
- Vittoria Montella, interpretata da Liliana Bottone. È la sorella minore di Paola e Gemma, che al contrario delle due non è sposata. Gestisce una caffetteria.
- Franco, interpretato da Gianni Parisi. È il sacerdote e patrigno di Alessandro. Esercitava come avvocato, ma dopo la morte della madre di Alessandro ha preso i voti.
- Alessia Spada, interpretata da Angela Ciaburri. È un agente della Squadra Mobile impulsiva e senza peli sulla lingua.
- Lello Improta, interpretato da Ignazio Oliva. È il responsabile della Scientifica.
- Ilaria D'Angelo, interpretata da Claudia Tranchese. È la sorella di Stefano, è anch'essa una poliziotta ed è la ex fidanzata di Marco.
- Geppino Maresca, interpretato da Antonio Buonanno. È il medico legale.
- Nunzia Raimondi, interpretata da Maria Pia Calzone. È il vicequestore e capo della Squadra Mobile di Napoli che, dopo la mancata promozione a questore, ha chiesto il trasferimento a Ischia per cambiare vita assieme al marito.

### Personaggi secondari
- Gennaro Russo, interpretato da Luca Gallone. È il padre di Diego e amico di vecchia data di Alessandro e Marco. Quando verrà ucciso da quest'ultimo, Alessandro si occuperà di suo figlio.
- Valerio, interpretato da Roberto Caccioppoli. È il collega di Paola.
- Aldo Chirico, interpretato da Settimo Palazzo. È un poliziotto che aiuta la Raimondi nelle intercettazioni.
- Jamila, interpretata da Rausy Giangarè. È una cameriera che serve sempre Alessandro.
- Anna, interpretata da Antonella Stefanucci. È la suocera di Jamila.
- Vincenzo Cozzolino, interpretato da Gigi De Luca. È un cliente abituale del ristorante di Anna.
- Laura, interpretata da Caterina Valente.
- Ciro Jovine, interpretato da Marco Lo Chiatto. È lo spasimante di Jamila.
- ragazza bionda della banda, interpretata da Elena Starace. Appartenente alla banda della lancia termica. Viene uccisa.
- Lorenzo, interpretata da Massimo De Lorenzo. È il marito di Nunzia Raimondi.
- Massimo, interpretato da Luigi Tuccillo. È il marito di Gemma Montella dal quale la donna decide di separarsi.
- Cristiana, interpretata da Gisella Szaniszlò. È la madre di Diego che ha problemi di droga.
- Pietro Della Ragione, interpretato da Roberto  Giordano. È un altro dei clienti abituali del ristorante di Anna.
- agente Ludovico Cuomo, interpretato da Paolo Tarallo.
- Tarek Hammadou, interpretato da Alex Van Damme. È uno spacciatore e socio in affari di Gennaro Russo per il cui omicidio verrà arrestato salvo poi essere rilasciato.
- Nino Capuano, interpretato da Benedetto Casillo. È un vecchio galeotto "cassettaro" che sta collaborando con la banda e che verrà ucciso da Marco Palma dopo aver deciso di collaborare con Scudieri.
- Michele Fusco, interpretato da Salvatore Catanese. È il capo della banda che ricatta Marco Palma.
- Luca Rosai, interpretato da Michelangelo Tommaso. È il fidanzato segreto di Stefano D'Angelo.
- Daniele Ausiello, interpretato da Antonio Comi. È il portiere di una pensione che si scopre essere legato alla banda e che verrà investito da un suo sodale prima che possa essere arrestato.
- Mimmo Failla, interpretato da Stefano Taranto. È il primo sospettato per l'omicidio di Gennaro Russo. Fornirà utili informazioni

## Produzione
La serie è creata dallo scrittore Maurizio De Giovanni, diretta da Monica Vullo, scritta da Donatella Diamanti, Mario Cristiani, Giovanni Galassi, Fabrizia Midulla, Angelo Petrella e Tommaso Renzoni e prodotta da Rai Fiction in collaborazione con Palomar.
La serie viene rinnovata per una seconda stagione.

### Riprese
La serie è stata interamente girata in Campania, in particolare nella città di Napoli.

## Promozione
La serie è stata presentata l'8 febbraio 2023 da Francesco Arca e Mario Di Leva nel corso della seconda serata del Festival di Sanremo 2023.